# پوتی
پوتی (به گرجی: ფოთი) یکی از شهرهای بندری گرجستان است. این شهر یکی از بزرگ‌ترین بنادر دریای سیاه و یکی از ۳۰ بندر بزرگ و پیشرفته‌ی جهان است. بخش عمده صادرات و واردات دریایی گرجستان از طریق این بندر انجام می‌شود. این بندر نه تنها برای گرجستان بلکه برای تأمین کالاهای مورد نیاز کشورهای ارمنستان، جمهوری آذربایجان، قزاقستان و ترکمنستان نیز نقش بسیار مهم و استراتژیک دارد.

## جغرافیا و جمعیت
این شهر بندری در کرانهٔ شرقی دریای سیاه در منطقهٔ سامگرلو-زمو سوانتی جای دارد. پوتی در ۳۱۲ کیلومتری غرب تفلیس واقع است. جمعیت پوتی در سال ۲۰۱۲ میلادی ۴۷٬۹۰۰ اعلام شده‌است.

## موقعیت نظامی

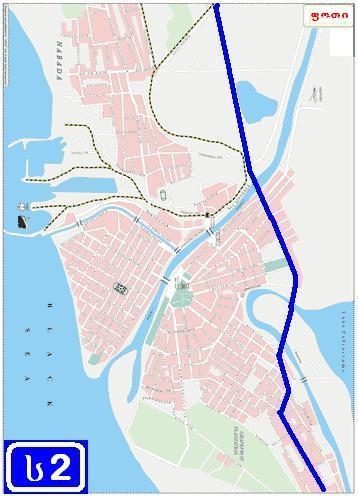

در جریان جنگ ماه اوت ۲۰۰۸ اوستیای جنوبی بندر پوتی به تصرف ارتش روسیه درآمد.

در سال‌های اخیر شهر پوتی میزبان تجهیزات نظامی گرجستان بوده‌است. مرکز فرماندهی تجهیزات و کشتی‌های جنگی و زیردریایی‌های گرجستان عمدتاً در این شهر مستقر شده‌است. این شهر مرکز اصلی نیروی دریایی گرجستان است.